# بنشعی
بنشعی (به عربی: بنشعي) یک منطقهٔ مسکونی در لبنان است که در شهرستان زغرتا واقع شده‌است.
 بنشعی   ۴۵۰ متر بالاتر از سطح دریا واقع شده‌است.